# Peugeot 504
Peugeot 504 (укр. Пежо 504) — автомобіль французької компанії Peugeot. Виробництво у Франції почалося у вересні 1968 року, з 1977 року автомобіль також збирали в Іспанії. У 1969 році Peugeot 504 був визнаний «Європейським автомобілем року». За ліцензією Peugeot 504 випускався в Аргентині в 1970-2000 рр. і в Нігерії (штат Кадуна) в 1975-2006 рр. Малими партіями модель 504 збирали в Португалії, Уругваї, Кенії (до 2001 р.) і Китаї. Завдяки легендарній міцності на седанах і купе Peugeot 504 були здобуті перемоги в ряді африканських класичних ралі (Сафарі, Марокко, Бандам). Загальний обсяг виробництва склав 3 711 556 автомобілів з кузовами седан, універсал, пікап, купе і створений Pininfarina кабріолет, а також позашляховиків фірми Dangel.

## Опис
Дизайн седана і універсала Peugeot 504, а дещо пізніше і купе з кабріолетом був розроблений ательє Pininfarina. Автомобіль базувався на оригінальній задньоприводній платформі, на базі якої в 1982-83 рр. невелика французька фірма Dangel почала випуск повноприводних позашляховиків серії 504 4x4 Dangel з кузовами універсал і пікап.

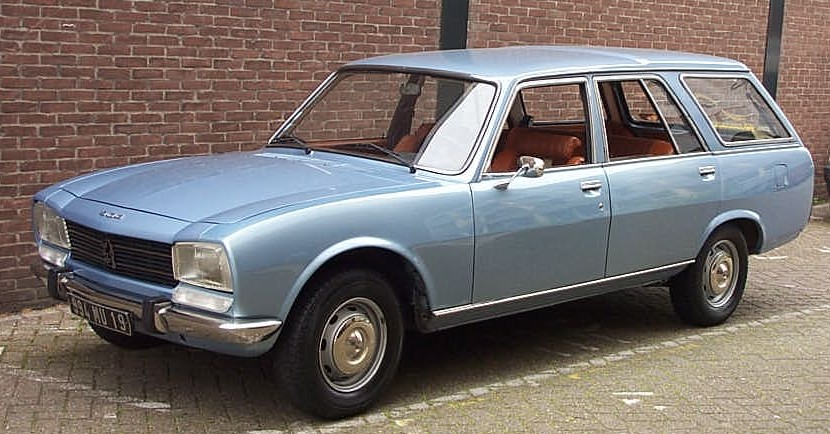
Peugeot 504 Break
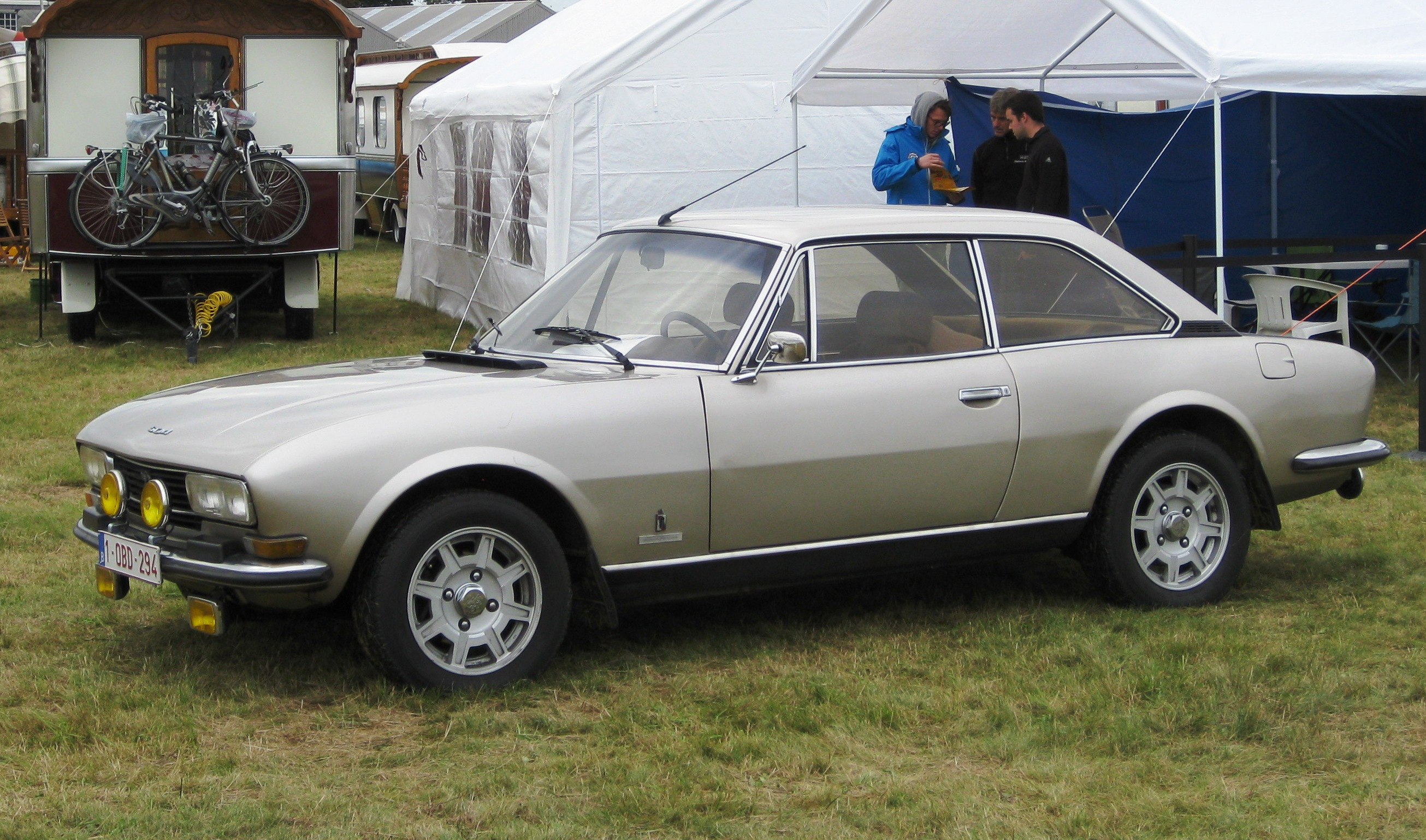
Peugeot 504 Coupé
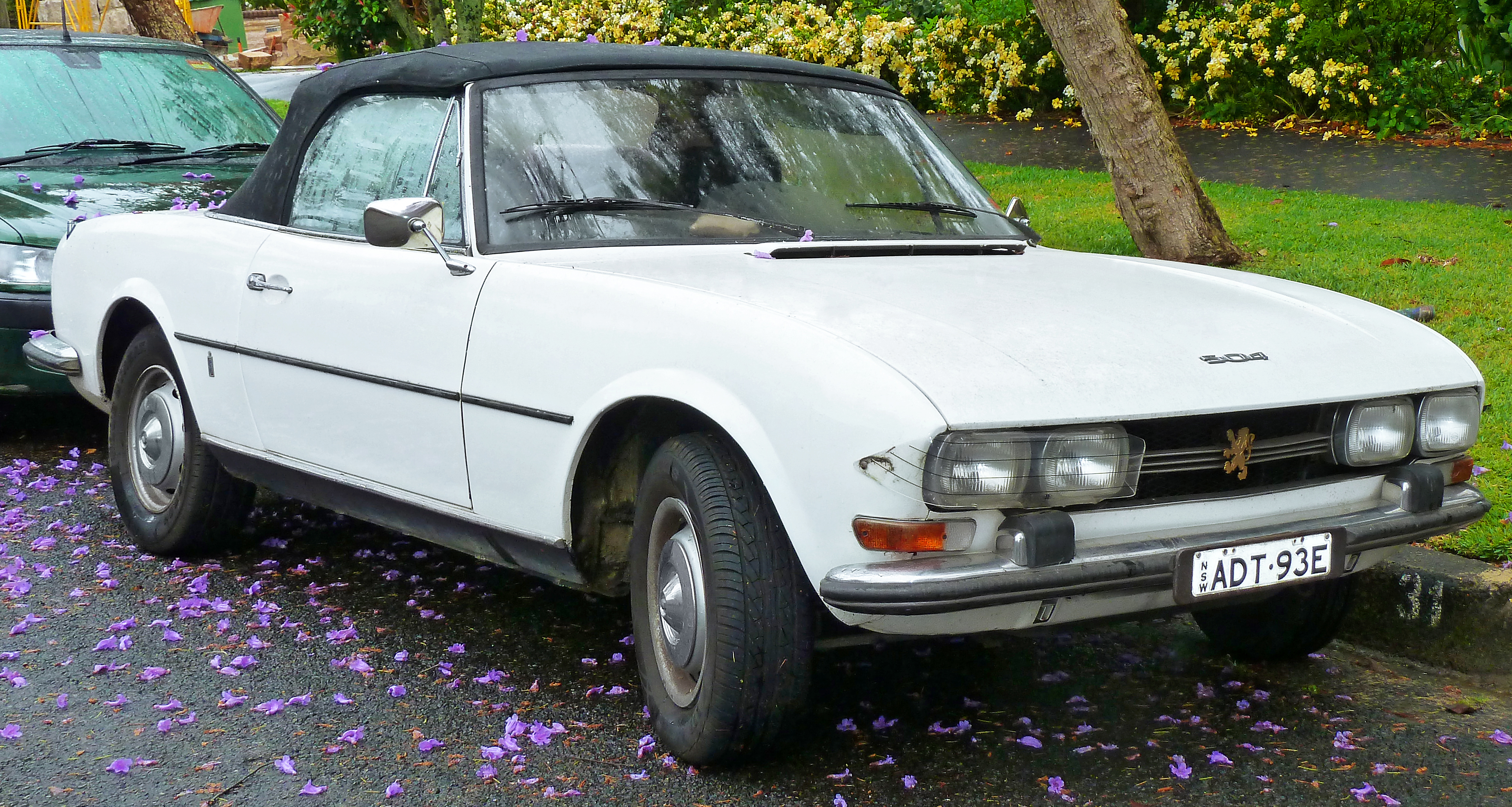
Peugeot 504 кабріолет
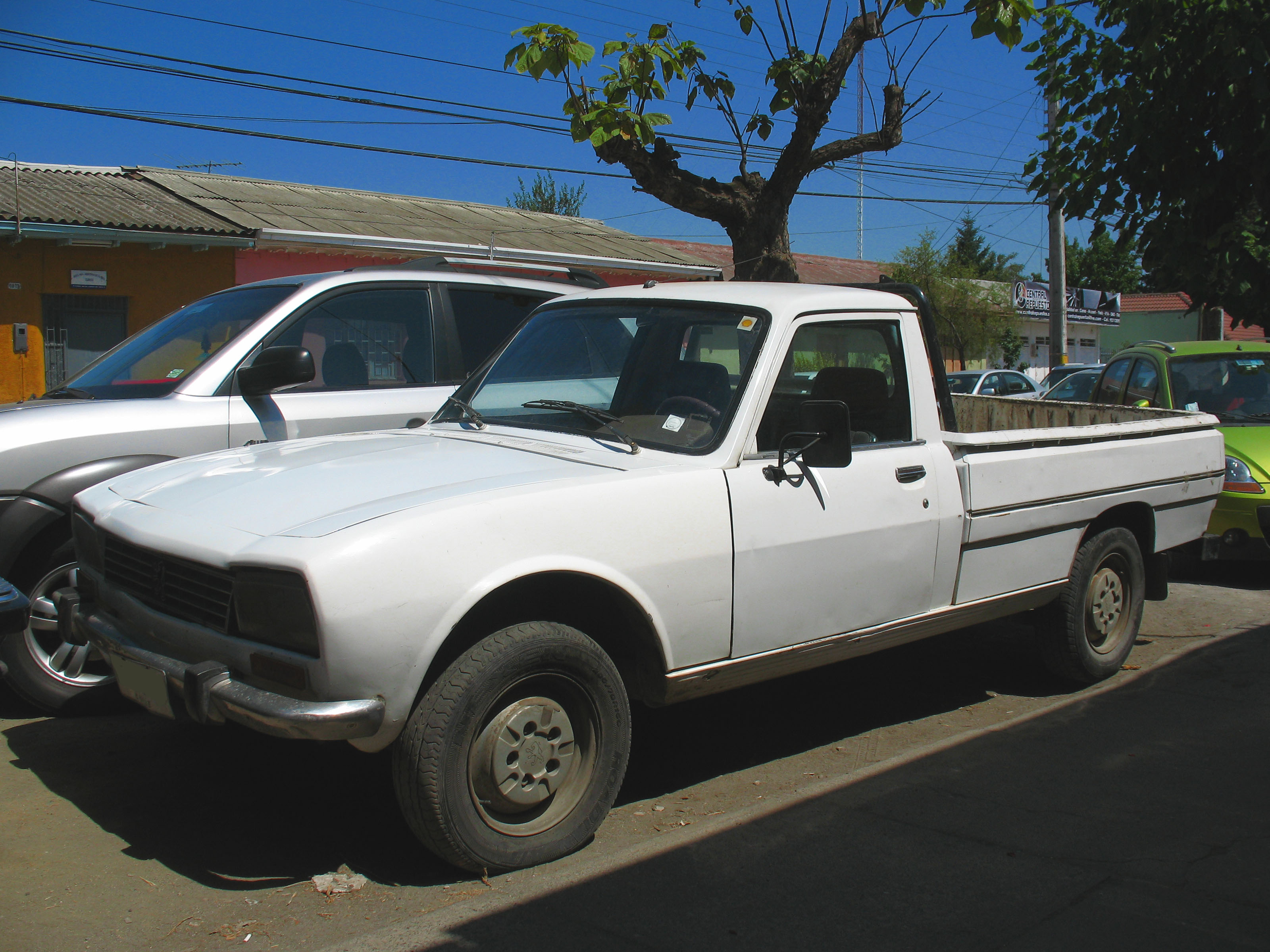
Peugeot 504 Pick-up
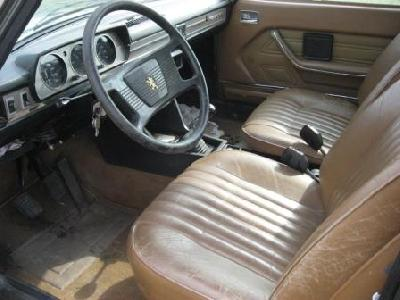

### Двигуни
- 1.8 L I4
- 2.0 L I4
- 1.9 L I4 diesel
- 2.1 L I4 diesel
- 2.3 L I4 diesel
- 2.7 L V6